# Askvårtlav
Askvårtlav (Pyrenula nitidella) är en lavart som först beskrevs av Flörke ex Schaer., och fick sitt nu gällande namn av Johannes Müller Argoviensis. Askvårtlav ingår i släktet Pyrenula och familjen Pyrenulaceae.  Arten är reproducerande i Sverige. Inga underarter finns listade i Catalogue of Life.